# Тереза Райт
Тереза Мюрієль Райт (англ. Muriel Teresa Wright; 27 жовтня 1918 — 6 березня 2005) — американська акторка, володарка премії «Оскар» (1943). Тереза Райт має дві зірки на Голлівудській алеї слави: за внесок в кіномистецтво на Вайн-стріт і за роботу на телебаченні на Голлівуд-бульвар.

## Біографія

### Кар'єра
Народилася 27 жовтня 1918 в нью-йоркському районі Мангеттен в сім'ї страхового агента Артура Райта і його дружини Марти. Акторським мистецтвом зацікавилася під час навчання в Колумбійській вищій школі в штаті Нью-Джерсі, куди переїхала з сім'єю. Після закінчення школи Тереза Райт повернулася в Нью-Йорк, де швидко знайшла роботу, влаштувавшись в театр як дублерка на роль Емілі в постановці Торнтона Вайлдера «Наше містечко». Після того, як виконавиця цієї ролі Марта Скотт переїхала в Лос-Анджелес для зйомок в екранізації цієї п'єси, Тереза Райт стала головною виконавицею.
У 1939 Райт з'явилася в п'єсі «Життя з батьком» в ролі Мері Скіннер, яку виконувала наступні два роки. Там її помітив один з голлівудських агентів і запросив на роль дочки Бетт Девіс в екранізації п'єси Лілліан Геллман «Маленькі лисички». Ця перша роль принесла їй номінацію на премію «Оскар» в 1942 як «найкраща акторка другого плану». У наступному році Райт номінувалася на «Оскар» двічі: як найкраща акторка за роль у фільмі «Гордість янкі», в якому знімалася з Гарі Купером, і як найкраща акторка другого плану за роль у фільмі «Місіс Мінівер», за яку вона і отримала нагороду Американської кіноакадемії.
У 1943 Тереза Райт знялася у фільмі Альфреда Гічкока «Тінь сумніву», втіливши юну Чарлі. Іншими помітними фільмами з її участю в той час стали «Найкращі роки нашого життя» (1946) і «Чоловіки» (1950) з Марлоном Брандо.
Після 1959 Тереза Райт працювала в основному на телебаченні і в театрі. Вона двічі номінувалася на «Еммі» в 1957 і 1960 за роль у телевізійних фільмах. У 1975 з'явилася на Бродвеї в постановці «Смерть комівояжера», а в 1980 в п'єсі «О сьомій ранку», за роль в якому вона отримала премію «Драма Деск».
Її останні ролі в кіно були у фільмах «Десь у часі» (1980) і «Благодійник» (1997), режисером якого був Френсіс Форд Коппола.

## Особисте життя
З 1942 до 1952 акторка була одружена з письменником Найвеном Бушем, від якого народила двох дітей. У 1959 одружилася з драматургом Робертом Андерсонрм, з яким розлучилася в 1979, але продовжувала підтримувати дружні стосунки до кінця життя.
Тереза Райт померла 6 березня 2005 від інфаркту міокарда в госпіталі міста Нью-Гейвен, штат Коннектикут, у віці 86 років.

## Вибрана фільмографія
- 1941: Маленькі лисички / The Little Foxes — Олександра
- 1942: Місис Мінівер / Mrs. Miniver — Керол Бендол
- 1942: Гордість Янкі / The Pride of the Yankees — Елеанор
- 1943: Тінь сумніву / Shadow of a Doubt — Шарлотта «Шарлі» Ньютон
- 1946: Найкращі роки нашого життя / The Best Years of Our Lives — Пеггі Стівенсон
- 1947: Дама, далека від досконалості / The Imperfect Lady — Міллісент
- 1950: Чоловіки / The Men — Еллен
- 1952: Заради цього варто жити / Something to Live For — Една Міллер
- 1953: Акторка / The Actress — Енні Джонс
- 1954: Слід кота / Track of the Cat — Грейс Бріджес
- 1957: Японська авантюра / Escapade in Japan — Мері Саундерс
- 1969: Щасливий кінець / The Happy Ending — Місіс Спенсер
- 1977: Роузленд / Roseland — Мей
- 1980: Десь в часі / Somewhere in Time — Лаура Робертс
- 1988: Хороша мати / The Good Mother — Бабуся
- 1997: Благодійник / The Rainmaker — Міс Бирди

## Нагороди
- 1943 — Премія «Оскар» — найкраща жіноча роль другого плану, за фільм «Місіс Мінівер»